# Sphaerosyllis chinensis
Sphaerosyllis chinensis är en ringmaskart som beskrevs av Zhao och Wu 1992. Sphaerosyllis chinensis ingår i släktet Sphaerosyllis och familjen Syllidae. Inga underarter finns listade i Catalogue of Life.